# Channomuraena bauchotae
Channomuraena bauchotae es una especie de pez de la familia de las morénidas, del orden de los Anguilliformes.

## Distribución geográfica
Es una especie endémica que solamente se encuentra en la isla de Reunión.